# Barossus cineraceus
Barossus cineraceus is een keversoort uit de familie boktorren (Cerambycidae). De wetenschappelijke naam van de soort is voor het eerst geldig gepubliceerd in 1893 door Fairmaire.